# 1612 Hirose
1612 Hirose eller 1950 BJ är en asteroid i huvudbältet, som upptäcktes 23 januari 1950 av den tyske astronomen Karl Wilhelm Reinmuth i Heidelberg. Den har fått sitt namn efter den japanske astronomen Hideo Hirose.
Asteroiden har en diameter på ungefär 18 kilometer.